# Aljaksej Chatyljow
Aljaksej Aljaksandravitsj Chatyljow (Wit-Russisch: Аляксей Аляксандравіч Хатылёў) of Aleksej Chatiljov (Minsk, 17 juli 1983) is een Wit-Russische schaatser.
Tussen 1998 en 2007 was Chatyljow actief in het langebaanschaatsen. Hoogtepunt was zijn deelname aan de Olympische Winterspelen van Salt Lake City in 2002. Bij het WK Sprint in 2005 behaalde hij zijn beste resultaat: 27ste. In 2016 was hij voorzitter van het organisatiecomité rondom het laatste EK Allround met grote vierkamp in zijn geboortestad.

## Persoonlijke records
| Afstand    | Tijd    | Datum            | Baan           |
| ---------- | ------- | ---------------- | -------------- |
| 500 meter  | 36,38   | 7 januari 2006   | Salt Lake City |
| 1000 meter | 1.11,10 | 17 maart 2007    | Calgary        |
| 1500 meter | 1.49,79 | 22 februari 2003 | Salt Lake City |
| 3000 meter | 3.59,43 | 9 maart 2003     | Salt Lake City |
| 5000 meter | 7.24,43 | 3 november 2001  | Inzell         |

## Resultaten
| jaar | Olympische Spelen            | WK Sprint | WK Junioren |
| ---- | ---------------------------- | --------- | ----------- |
| 2002 | 32e 500m 42e 1000m 47e 1500m |           | NC34        |
| 2003 |                              | 32e       |             |
| 2004 |                              | 30e       |             |
| 2005 |                              | 27e       |             |
| 2006 |                              | 36e       |             |

NC34 = niet gekwalificeerd voor de laatste afstand, maar wel als 34e geklasseerd in de eindrangschikking

### Medaillespiegel
| kampioenschap     | goud | zilver | brons |
| ----------------- | ---- | ------ | ----- |
| Olympische Spelen | 0    | 0      | 0     |
| WK Sprint         | 0    | 0      | 0     |
| WK Junioren       | 0    | 0      | 0     |